# Hartleton
Hartleton es un borough ubicado en el condado de Union en el estado estadounidense de Pensilvania. En el año 2000 tenía una población de 260 habitantes y una densidad poblacional de 110.3 personas por km².

## Geografía
Hartleton se encuentra ubicado en las coordenadas 40°54′01″N 77°09′19″O / 40.90028, -77.15528.

## Demografía
Según la Oficina del Censo en 2000 los ingresos medios por hogar en la localidad eran de $40,938 y los ingresos medios por familia eran $42,188. Los hombres tenían unos ingresos medios de $31,250 frente a los $19,375 para las mujeres. La renta per cápita para la localidad era de $14,714. Alrededor del 1.1% de la población estaba por debajo del umbral de pobreza.